# 金地商置
金地商置集團有限公司，簡稱金地商置集團，以及金地商置（英語：Gemdale Properties and Investment Corporation Limited，港交所：0535），前身為「星獅地產（中國）有限公司」、「威新集團有限公司」，以及「興港集團有限公司」，是一家收入源自房地產投資、物業管理及地產發展的公司，在百慕達註冊，香港地址在銅鑼灣時代廣場蜆殼大廈28樓，核數師是安永會計師事務所。 董事局成員有不少是1950年代及以前出生的。
2012年5月，星獅地產大股東FCL China及RGL提出以每股0.28港元私有化星獅地產。但在2012年7月30日，由於出價太低，故此私有化失效。
2012年9月14日，中國四大龍頭發展商之一金地集團全資子公司輝煌商務，斥資16.54億港元向FCL（CHINA）收購星獅地產56.05%股權，也就是發行38.475億股。
金地集團為支付上述交易，已於2012年9月14日於向渣打銀行（香港）簽訂借貸協議進行貸款，申請25億元借款額度，年期為12個月。
2013年8月，金地商置以12.727億港元向輝煌商務收購永信商務有限公司、誠信投資(香港)有限公司各51%股權及永信投資管理有限公司全部股權。
2014年12月29日，力寶集團旗下在新加坡上市的聯營公司OUE Lippo Limited (「華聯力寶」)以每股0.52港元，涉及15.08億，認購金地商置29億股，佔已發行股本22.97%，成為金地商置的第二大股東及戰略投資人，配售後大股東輝煌商務的持股量將由72.2%攤薄至52.01%。
2016年，金地商置購入廣電地產共74%股權。

## 資產
- 威新物業管理有限公司
- 深圳威新軟件科技園
- 深圳大百匯廣場（時稱深圳中心，已出售）
- 上海松江山水四季城54.85%
- 上海靜安四季苑
- 大連中山九號
- 北京蝶翠華庭
- 北京搜狐大廈
- 灣仔慧賢軒
- 西营盘雅賢軒
- 元朗翠韻華庭
- 屯门海澄軒
- 大埔聚豪天下
- 九龍城维景雅轩

## 外部連結
- 星獅地產公司網址 （页面存档备份，存于）